# Limenitis thyrea
Limenitis thyrea är en fjärilsart som beskrevs av Hans Fruhstorfer. Limenitis thyrea ingår i släktet Limenitis och familjen praktfjärilar. Inga underarter finns listade i Catalogue of Life.